# Collide with the Sky
Collide with the Sky è il terzo album studio della band post-hardcore statunitense Pierce the Veil, pubblicato il 17 luglio 2012. È il primo album pubblicato sotto l'etichetta major Fearless Records.
Il primo singolo King for a Day è stato pubblicato il 5 giugno 2012, con la collaborazione di Kellin Quinn, cantante degli Sleeping with Sirens, mentre il 6 agosto è uscito il video ufficiale della canzone.

## Tracce
1. May These Noises Startle You in Your Sleep Tonight – 1:22
2. Hell Above – 3:44
3. A Match into Water – 3:33
4. King for a Day (feat. Kellin Quinn) – 3:57
5. Bulls in the Bronx – 4:28
6. Props & Mayhem – 3:38
7. Tangled in the Great Escape (feat. Jason Butler) – 5:57
8. I'm Low on Gas and You Need a Jacket – 4:12
9. The First Punch – 3:26
10. One Hundred Sleepless Nights – 3:26
11. Stained Glass Eyes and Colorful Tears – 3:39
12. Hold on Till May (feat. Lindsey Stamey) – 4:39

## Formazione
Pierce the Veil
- Mike Fuentes – batteria
- Vic Fuentes – chitarra e voce principale
- Jaime Preciado – basso e voce secondaria
- Tony Perry – chitarra

Altri musicisti
- Kellin Quinn (Sleeping with Sirens) – voce su King for a Day
- Jason Butler (letlive.) – voce su Tangled in the Great Escape
- Lindsey Stamey (Oh No Fiasco) – voce su Hold on Till May
- Dave Yaden – piano, tastiere